# Martin Chales de Beaulieu

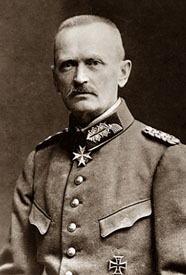
Martin Franz Chales de Beaulieu

Martin Franz Chales de Beaulieu (* 11. November 1857 in Frankfurt (Oder); † 27. April 1945) war ein preußischer General der Infanterie im Ersten Weltkrieg.

## Leben

### Familie
Er war der Sohn des Geheimen Oberjustizrates Eduard Chales de Beaulieu († 1891) und dessen Ehefrau Karoline, geborene Lehmann († 1896). Chales de Beaulieu verheiratete sich am 17. Oktober 1891 in Berlin mit Margarethe von Bergemann (* 1868), Tochter des preußischen Generalleutnants und Kommandanten des Invalidenhauses in Berlin Bernhard von Bergemann (1838–1922).

### Militärkarriere
Chales de Beaulieu trat nach Absolvierung des Gymnasiums am 25. Januar 1877 als Fahnenjunker in das Kaiser Franz Garde-Grenadier-Regiment Nr. 2 der Preußischen Armee ein.
Er galt als äußerst fähiger Offizier und war Abteilungschef im Großen Generalstab, als er 1904 von der Oberleitung des Feldzuges gegen den Aufstand der Herero unter dem Chef des Großen Generalstabes, Generaloberst Alfred von Schlieffen, zum Chef des Generalstabes beim Oberkommando der deutschen Schutztruppe in Okahandja (Deutsch-Südwestafrika) gemacht wurde. Unter dem Oberkommando von Generalleutnant Lothar von Trotha bekleidete er dort den Rang eines Oberstleutnants.
Durch seine scharfe Gegnerschaft zu seinem Vorgesetzten Trotha, der für eine brutale und unbedachte Kriegführung berüchtigt war, kam es zum Zerwürfnis. Trotha erteilte ihm einen scharfen Verweis. Kurze Zeit nach Erhalt des Verweises schied Chales de Beaulieu auf Anraten eines Arztes wegen „Herzkrankheit“ aus. Wie der ihm freundlich gesinnte Hauptmann Maximilian Bayer, der ebenfalls dem Oberkommando der deutschen Schutztruppe angehörte, berichtet, traf er auf einem Ritt den von Krankheit gezeichneten Chales de Beaulieu, der über die Hafenstadt Swakopmund in die Heimat wollte, an (26. August 1914). 
Am 25. Juni 1913 wurde Generalmajor Chales de Beaulieu Kommandeur der schlesischen 12. Division in Neisse.
Zu Beginn des Ersten Weltkriegs im August 1914 führte er seine Division im Verband des VI. Armee-Korps an der Westfront. Die Division unterstützte den Angriff auf Virton und griff beim Vorgehen in den Argonnen in die Kämpfe bei Varennes-Montfaucon ein. Es folgten bis Jahresende 1914 Stellungskämpfe bei St. Menehould, bei Souain und Malancourt. Chales de Beaulieu führte die Division im Februar 1915 auch in der Winterschlacht in der Champagne. Vom 12. August 1916 bis 5. September des Folgejahres führte er als Generalleutnant und Kommandierender General das XIV. Armee-Korps. Im Sommer 1917 wurde das Korps nach Flandern verlegt und Anfang Juli 1917 als „Gruppe Dixmuiden“ in der Dritten Flandernschlacht zur Abwehr französischer und englischer Angriffe zwischen Dixmuiden und Langemark verwendet.
Unter Verleihung des Ordens Pour le Mérite wurde Chales de Beaulieu am 5. September 1917 von seiner Stellung entbunden und zu den Offizieren von der Armee versetzt. Daraufhin reichte er seinen Abschied ein, der ihm am 3. Januar 1918 unter Verleihung des Charakters als General der Infanterie sowie des Kronen-Ordens I. Klasse mit Schwertern genehmigt wurde.

## Auszeichnungen
- Roter Adlerorden II. Klasse mit Eichenlaub und Krone[4]
- Preußisches Dienstauszeichnungskreuz[4]
- Bayerischer Militärverdienstorden III. Klasse mit Schwertern[4]
- Offizier des Albrechts-Ordens mit Schwertern[4]
- Komtur des Hausordens vom Weißen Falken[4]
- Komtur I. Klasse des Herzoglich Sachsen-Ernestinischen Hausordens[4]
- Ehrenkreuz des Ordens der Württembergischen Krone mit Schwertern[4]
- Ritterkreuz I. Klasse des Friedrichs-Ordens[4]
- Offizierskreuz des Ritterordens der Hl. Mauritius und Lazarus[4]
- Offizierskreuz des Ordens der Krone von Italien[4]
- Ritterkreuz des ö.-k. Leopold-Ordens[4]
- Orden der Eisernen Krone III. Klasse[4]
- Ritter des Franz-Joseph-Ordens[4]
- Komtur des Ordens der Krone von Rumänien[4]
- Eisernes Kreuz (1914) II. und I. Klasse